# Zwergberg
Der Zwergberg ist ein 589,3 m hoher Berg innerhalb der Haardt, wie der Ostrand des Pfälzerwaldes genannt wird.

## Geographie

### Lage
Der Berg befindet sich auf der Waldgemarkung der Stadt Neustadt an der Weinstraße und ist Teil des Ortsbezirks Diedesfeld. Südlich erstreckt sich die Kalmit, südöstlich der Taubenkopf, nordöstlich die Hohe Loog und östlich der Sommerberg. Mit Ausnahme des letzteren sind sie allesamt höher, sodass der Zwergberg lediglich eine geringe Dominanz aufweist.

### Naturräumliche Zuordnung
1. Großregion 1. Ordnung: Schichtstufenland beiderseits des Oberrheingrabens
2. Großregion 2. Ordnung: Pfälzisch-saarländisches Schichtstufenland
3. Großregion 3. Ordnung: Pfälzerwald
4. Region 4. Ordnung (Haupteinheit): Mittlerer Pfälzerwald
5. Region 5. Ordnung: Haardt

## Geschichte
An seiner Nordflanke befinden sich die Grenzsteine 40 bis 44, die früher die Waldgemarkungen von Hambach und Diedesfeld markierten, ehe diese im Jahr 1969 nach Neustadt eingemeindet wurden.

## Kultur
An seinem Südosthang befindet sich der Ritterstein 240, der die Aufschrift Höhle – Bürgermeisterstein – Spätmittelalter – Hausmarken trägt und auf eine Höhle verweist, die Hausmarken enthält.

## Tourismus

### Wanderwege
Über den Zwergberg verlaufen unter anderem der Prädikatswanderweg Pfälzer Weinsteig sowie ein Wanderweg, der mit einem roten Punkt markiert ist und von Hertlingshausen bis nach Bobenthal führt und ein solcher, der mit einem blauen Punkt gekennzeichnet ist. Über den vollständig bewaldeten Gipfel führt ein schmaler unmarkierter Wanderpfad.

### Hütten
Im Einzugsgebiet des Zwergberges befinden sich unter anderem das Kalmithaus und das Hohe-Loog-Haus, die beide vom Pfälzerwald-Verein betrieben werden.